# Кулагская волость
Кула́гская (Кулажская) волость — административно-территориальная единица, существовавшая до 14 июля 1921 года в составе Суражского уезда.
Административный центр — село Кулаги.

## История
Волость образована в ходе реформы 1861 года.
В ходе укрупнения волостей, около 1924 года Кулагская волость была упразднена, а её территория разделена между Суражской, Клинцовской и Унечской волостями.
Ныне территория бывшей Кулагской волости входит в состав Суражского, Клинцовского и Унечского районов Брянской области.

## Административное деление
В 1919 году в Кулагскую волость входили следующие сельсоветы: Беловодский, Василевский, Добрикский, Дубиновский, Жемердеевский, Займищенский, Ивановский, Княжевский, Кожушский, Косьевский, Кулажский, Машинский, Неждановский, Новоруднянский, Песчанский, Реченский, Руднетереховский, Селицкий, Селищенский, Староруднянский, Субовичский.
Многие из этих сельсоветов были незначительными и в ближайшие годы были упразднены.